# Belthara Road
Belthara Road (o Belthara, Bilthar, Bilthra, Belthra Road) è una suddivisione dell'India, classificata come nagar panchayat, di 17.185 abitanti, situata nel distretto di Ballia, nello stato federato dell'Uttar Pradesh. In base al numero di abitanti la città rientra nella classe IV (da 10.000 a 19.999 persone).

## Geografia fisica
La città è situata a 26° 7' 23 N e 83° 52' 8 E e ha un'altitudine di 63 m s.l.m..

## Società

### Evoluzione demografica
Al censimento del 2001 la popolazione di Belthara Road assommava a 17.185 persone, delle quali 8.972 maschi e 8.213 femmine. I bambini di età inferiore o uguale ai sei anni assommavano a 2.475, dei quali 1.265 maschi e 1.210 femmine. Infine, coloro che erano in grado di saper almeno leggere e scrivere erano 12.240, dei quali 6.932 maschi e 5.308 femmine.